# Качеров (станція метро)
50°02′31″ пн. ш. 14°27′36″ сх. д. / 50.04194° пн. ш. 14.46000° сх. д.
Качеров (чеськ. Kačerov) — станція празького метрополітену. Розташована на лінії C між станціями «Будейовіцька» і «Розтили».

## Історія і походження назви
Станція була відкрита 9 травня 1974 року у складі першої черги празького метро.

## Колійний розвиток
Станція з колійним розвитком. За станцією в сторону станції «Розтили» знаходиться двоколійний оборотний тупик, який переходить в сполучну гілку в депо «Качеров».

## Архітектура і оформлення
Конструкція станції — колонна трипрогінна мілкого закладення (глибина закладення — 10 м) з однією острівною платформою.